# Rio Botucaraí
Le rio Botucaraí est un cours d'eau brésilien situé dans la région centrale de l'État du Rio Grande do Sul et fait partie du sous-bassin du Bas-Jacuí. Il baigne les municipalités de Cachoeira do Sul, Candelária et Soledade.